# Benjamin Chew Tilghman
Benjamin Chew Tilghman (Filadélfia, 26 de outubro de 1821 – Filadélfia, 4 de julho de 1901) foi um soldado e inventor estadunidense.
Foi o inventor do processo de jateamento abrasivo.

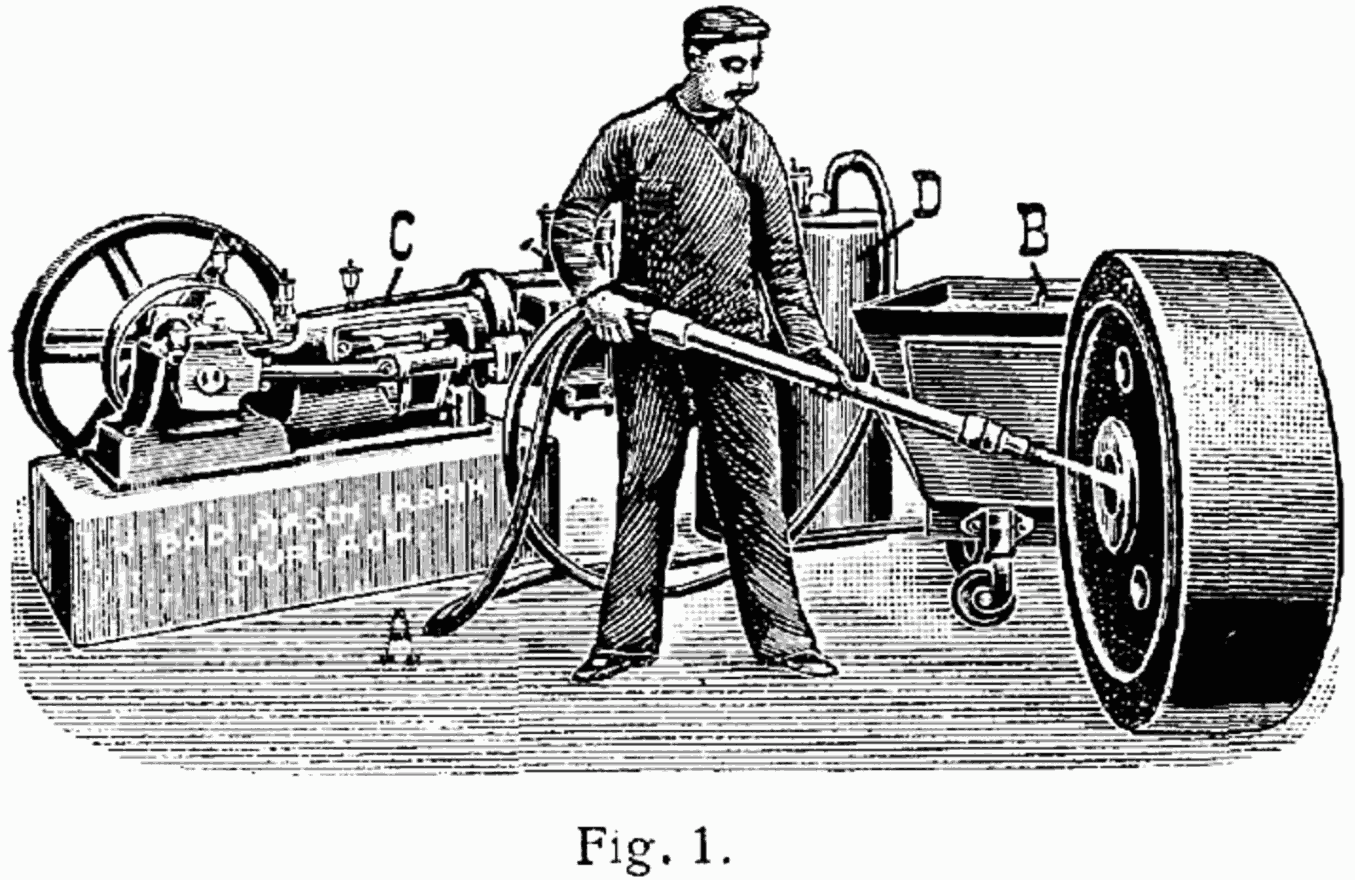
Processo de jateamento